# USS Nahant (AN-83)
El USS Nahant (AN-83) fue un buque de tendidos de redes de la clase Cohoes de la US Navy; transferido a la marina de guerra de Uruguay como ROU Huracán (BT-30).
Fue su constructor el Commercial Iron Works de Portland, Oregón. Fue colocada la quilla en marzo de 1945; fue botado en junio del mismo año; y fue asignado en agosto. Fue vendido a la marina uruguaya en 1968, con la cual sirvió hasta ser vendido a un particular.